# Synapsis masumotoi
Synapsis masumotoi är en skalbaggsart som beskrevs av Teruo Ochi 1992. Synapsis masumotoi ingår i släktet Synapsis och familjen bladhorningar. Inga underarter finns listade i Catalogue of Life.